# Orresokka
Orresokka är en kulle i Finland.   Den ligger i den ekonomiska regionen Norra Lappland och landskapet Lappland, i den norra delen av landet, 800 km norr om huvudstaden Helsingfors. Toppen på Orresokka är 321 meter över havet, eller 84 meter över den omgivande terrängen. Bredden vid basen är 3,5 km. Orresokka ingår i Luostotunturit.
Terrängen runt Orresokka är huvudsakligen platt, men åt nordväst är den kuperad.  Trakten runt Orresokka är nära nog obefolkad, med mindre än två invånare per kvadratkilometer. Närmaste större samhälle är Pyhäjärvi, 14,5 km sydost om Orresokka. 